# Karel Štapfer
Karel Štapfer (14. května 1863 Praha – 30. listopadu 1930 tamtéž), přezdívaný Štábera, byl český malíř, ilustrátor a scénograf. V mládí přispíval ilustracemi do časopisů (Zlatá Praha, Švanda dudák aj.) a do knih (např. Babička a pohádky Boženy Němcové), roku 1898 spolupracoval s Maroldem na panoramatu bitvy u Lipan. Na přelomu století přijal místo divadelního výtvarníka v Národním divadle; jako šéf výpravy dosáhl uměleckého vrcholu aranžováním velkolepých scén Shakespearových dramat pod vedením Jaroslava Kvapila. Vytvořil množství zdařilých replik historických předmětů, ale i loutek a dekorací pro loutkové divadlo. Měl smysl pro humor, který využíval jak ve svém díle (např. výzdoba hostince „U Nesmysla“ na průmyslové výstavě r. 1898), tak ve společnosti.

## Život
Narodil se 14. května 1863 v Praze na Malé Straně v rodině knihaře. Studoval na pražské malířské akademii u Antonína Lhoty a pobýval rovněž krátce na stáži v Mnichově a Paříži. Pravděpodobně také docházel na přednášky profesora Kouly o architektuře.
Zpočátku se věnoval ilustracím, zejména pro časopisy Zlatá Praha a Švanda dudák, ale i do knih (viz sekci Dílo).

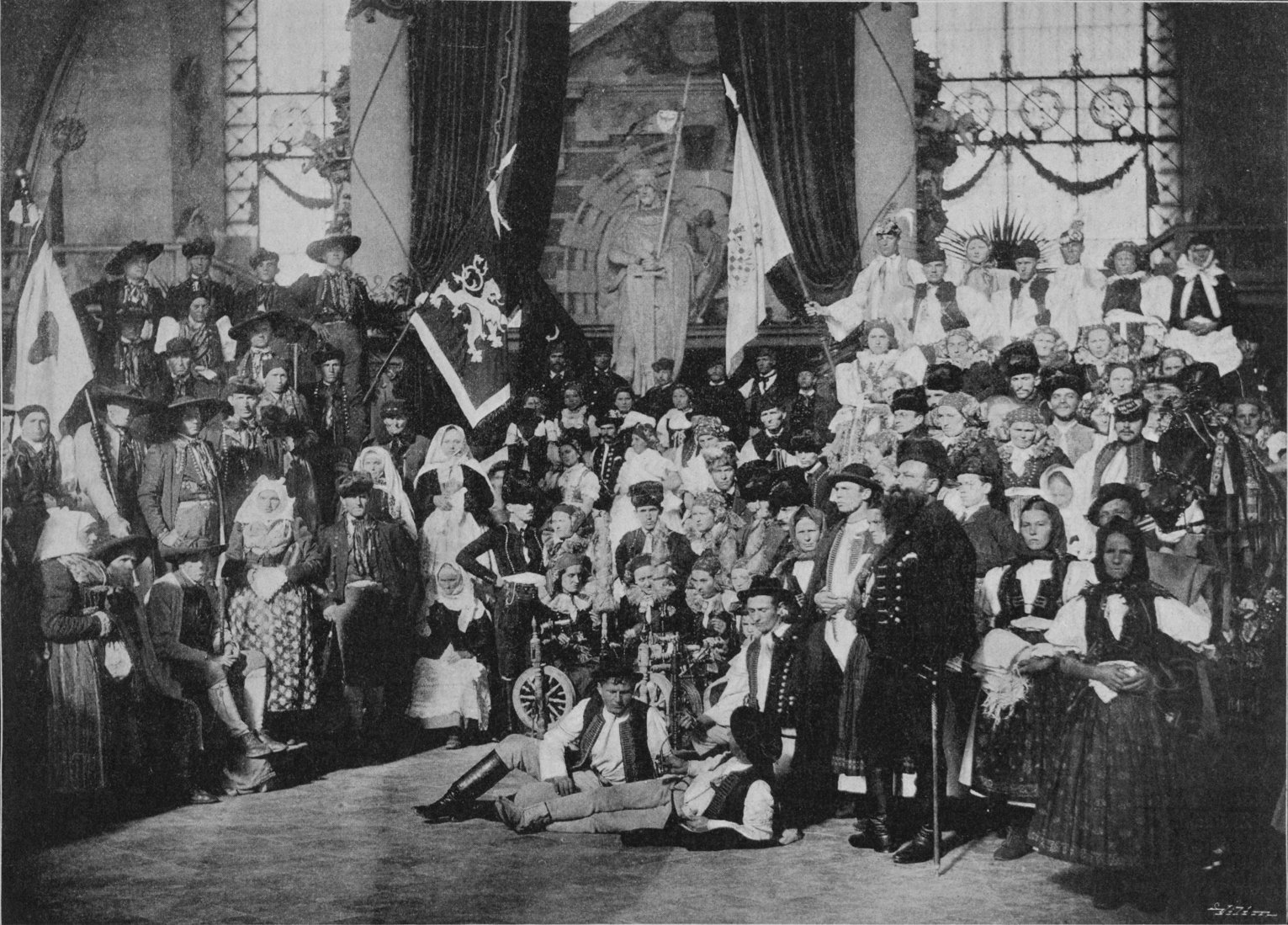
Karel Štapfer byl autorem kompozice živého obrazu k poctě arcivévody Karla Ludvíka při jeho návštěvě na Národopisné výstavě českoslovanské v Praze.

Přitahovala ho historická témata – zajímaly ho staré kroje, ornamenty a předměty ze středověku. Roku 1898 spolupracoval s Luďkem Maroldem na jeho panoramatu bitvy u Lipan; vytvořil v něm umělý terén, který vytváří iluzi, jakoby divák stál uprostřed bitevního pole. Rád tvořil repliky. V ateliéru měl množství předmětů, které na první pohled vypadaly jako starožitnosti, ale ve skutečnosti je vyrobil sám z lepenky nebo kůže. Když Vojtěch Hynais potřeboval pro jeden ze svých obrazů antickou kostěnou lyru, požádal Štapfera a ten mu zhotovil věrnou napodobeninu z lepenky. Měl rovněž velké znalosti z etnografie, které využil jako výtvarný spolupracovník Národopisné výstavy r. 1895.

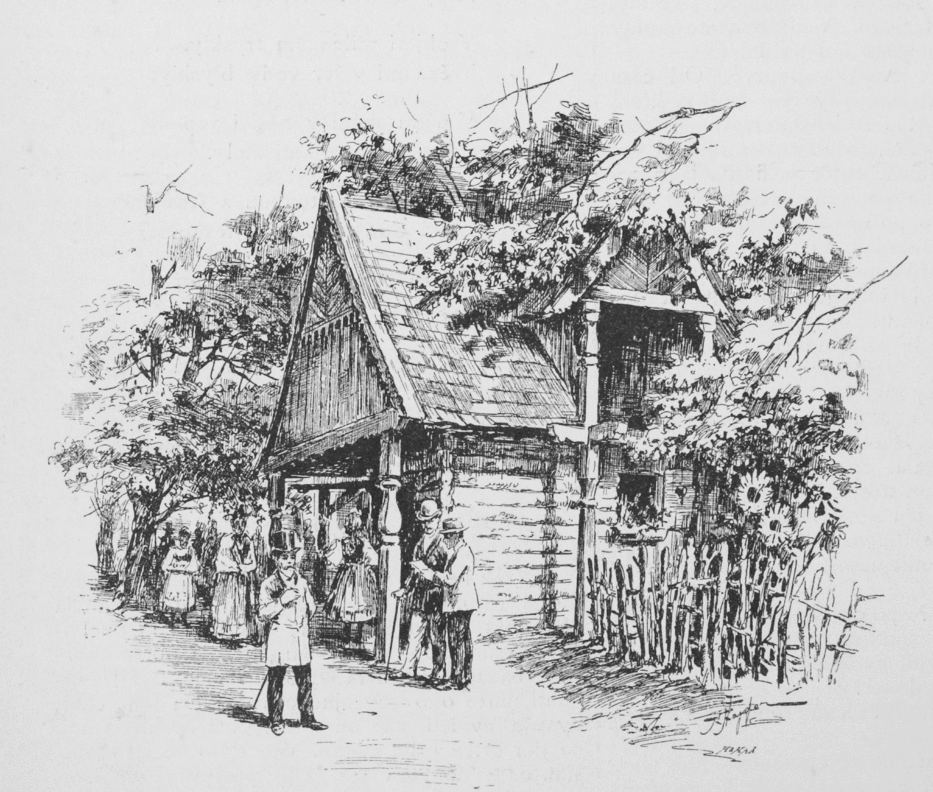
Česká chalupa na Slovanské výstavě na Žofíně r. 1890. Pro Zlatou Prahu kreslil Karel Štapfer.

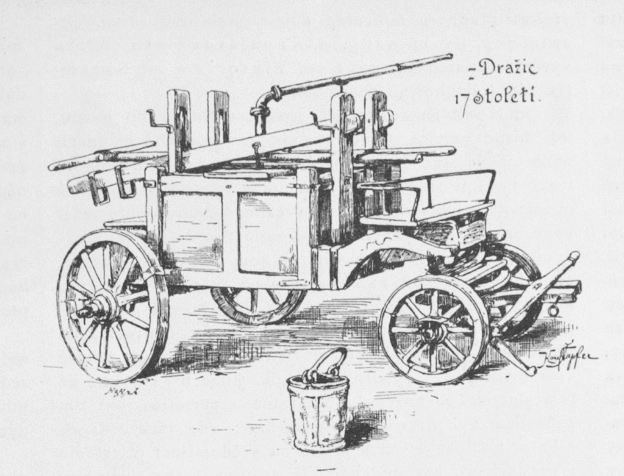
Historická hasičská stříkačka z Dražic na Jubilejní zemské výstavě roku 1891. Pro Zlatou Prahu kreslil Karel Štapfer.

Na sklonku funkčního období ředitele Šuberta byl přijat do Národního divadla, kde po roce 1900 umělecky vynikl. Zprvu pracoval jako divadelní malíř, později jako vedoucí výpravy. Spolupracoval tam s Jaroslavem Kvapilem, Gustavem Schmoranzem a Karlem Kovařovicem. Stal se spolutvůrcem české realistické iluzivní scény. Pro jeho návrhy scén a kostýmů je typická malebnost, dekorativnost, ale také realističnost, podložená hlubokým studiem historických detailů. Zápasil přitom s omezeným rozpočtem, kdy musel využívat své bohaté fantazie a téměř „kouzelnického“ umění, aby upravil staré rekvizity a kulisy pro nová představení. Uměleckého vrcholu dosáhl při aranžování velkolepých scén Shakespearových her za režie Jaroslava Kvapila. V jiných případech mu naopak bylo vytýkáno, že se příliš zaměřuje na detaily na úkor celkové provázanosti. Přispěl k vytvoření moderní scénografie.
Věnoval se také loutkovému divadlu. V letech 1909-10 se účastnil činnosti amatérského loutkového divadla v Čakovicích, pro které vytvářel loutky a pohrával si s možnostmi stínohry. Ve 20. letech také navrhl několik kompletů stolních loutkových divadel s loutkami a dekoracemi, která si získala oblibu v rodinách, školách i spolcích.
Pod vedením Karla Štapfera byly v letech 1910-1912 zhotoveny figuríny horníků a kašírky makety důlních chodeb v expozici hornictví v Technickém museu pro Království české (dnešní NTM), které od roku 1910 sídlilo ve Schwarzenberském paláci na Hradčanech. Zde byly v provozu prezentovány funkční celky v hornictví. V českých zemích, přes řadu zahraničních inspirací, se z muzeologického a scénografického pohledu jednalo o naprosto převratný koncept muzejní instalace. Tomuto konceptu, především funkční prezentaci tehdy nejmodernějších důlních strojů, ještě dnes mnohé podobné technické expozice zdaleka nestačí.
V posledních letech své činnosti měl již méně práce – nové umělecké směry, které se v té době prosazovaly v Národním divadle, ho neoslovovaly a přímo se do nich nezapojoval, ale nebránil se jim a občas pomáhal mladším výtvarníkům s technickým provedením. Roku 1923 ho ranila mrtvice a odešel do důchodu. Zemřel 30. listopadu 1930 v Praze.
Současníci ho znali jako vtipného společníka, autora řady výtvarných, slovních i praktických žertů. Roku 1898 originálně vyzdobil hostinec „U Nesmysla“ na výstavě architektury a inženýrství. Na Národopisné výstavě vytvořil několik karikatur známých osobností pro „muzeum rarit“; mezi jinými také zpodobnil jednoho znalce umění pomocí nafouklého hovězího měchýře s titulkem „Velehoušť posvátný“. Ve společnosti (přátelé ho přezdívali Štábera) bavil své okolí vymýšlením nejrůznějších žertů. Například o Jakubu Arbesovi bylo známé, že je krátkozraký, a když s někým mluvil, přitahoval si ho k sobě za knoflík u kabátu. Štapfer o tom věděl, a jednou také zavedl s Arbesem rozhovor. Arbes si ho podle svého zvyku přitáhl – a divil se, jak to, že řečník přesto zůstává na svém místě. (Štapfer si totiž připevnil knoflík na gumu.) Když jednou v Národním divadle s velkým úspěchem odehráli Beethovenovu operu Fidelio a obecenstvo tleskalo, vběhl Štapfer do zákulisí a vykřikl: „To je aplaus! Autor by měl jít děkovat!“ – „„Kde je?““ – „Na druhém balkóně!“. Jeden z divadelních funkcionářů ihned vyběhl pro autora – a teprve dodatečně si uvědomil, že ten už je 70 let po smrti.
Štapfer byl také nadšeným cyklistou. Když v roce 1883 vznikl Klub velocipedistů Praha, vstoupil do něj mezi prvními. Bavil se jízdou na vysokém kole i na jednokolce (monocyklu). Rád dělal, jako že neumí jezdit. Jakmile viděl ve vesnici hlouček lidí, začal dělat osmičky, volat „lidičky, pozor!“ a nakonec třeba spadl do příkopu. Když mu začali vytýkat, ať na kole nejezdí, když to neumí, tak klidně nasedl a normálně odjel. Jednou se mu ale jeho žert nevyplatil. Svou „nepovedenou“ jízdu ukončil úmyslným nárazem do vrat od stodoly, která však byla čerstvě natřena.

## Dílo
Štapferovou hlavní oblastí činnosti byla tvorba rekvizit a aranžování divadelních scén. Vyžíval se ve vytváření realistických kopií štítů, brnění, přileb, zrcadel a podobných předmětů. Viktor Oliva mu říkal „ten starý kouzelník“, jako projev uznání jeho velké zručnosti a tvůrčí fantazie. Tvořil ale i jen tak pro zábavu a radost; známé byly například jeho jemné pavučinky s pavoučkem, které kreslil svým přátelům na vnitřní stranu hodinových skel.
Původních známých děl nevytvořil mnoho. Několika studiemi se účastnil výstav Umělecké besedy a Jednoty výtvarných umělců, jinak ale bylo těžiště jeho práce zprvu v ilustracích, později v divadelním umění.
Ilustroval mj. následující knihy:
- Eugen Miroslav Rutte: Průvodce po Karlových Varech a okolí (1888)
- Růžena Jesenská: Naší mládeži (1890)
- Božena Němcová: Babička (1891, 1896)
- Božena Němcová: Národní báchorky a pověsti (1898-1899, 1902; ilustrovali také Kamil Vladislav Muttich a František Slabý)
- Josef Svátek: Ze staré Prahy (asi 1899)
- Karel Driml: Budulínka bolí zoubek (20. léta)
- Eliška Krásnohorská: Mateří doušky

V letech 1927 a 1930 vyšla rovněž Sbírka knižních značek Karla Štapfra, shromažďující jím vytvořená ex libris.

## Galerie

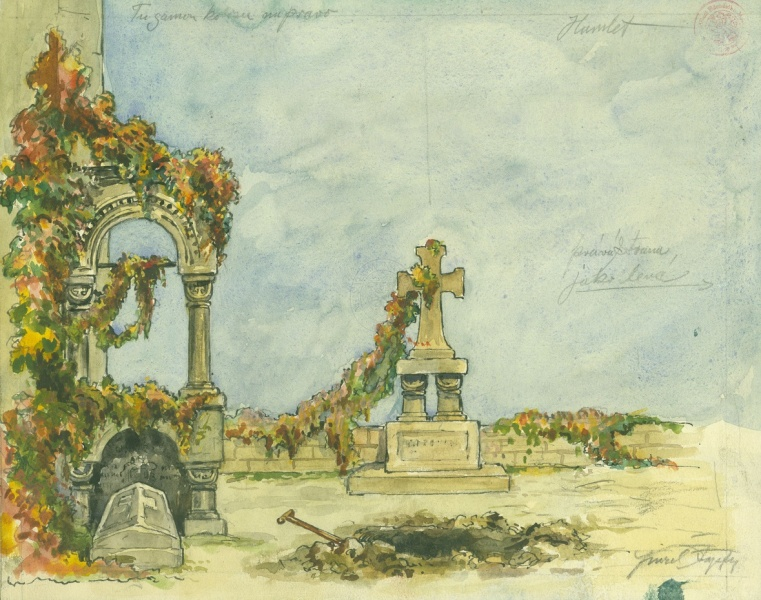
scénický návrh Karla Štapfera (W. Shakespeare: Hamlet, Národní divadlo, 1905)
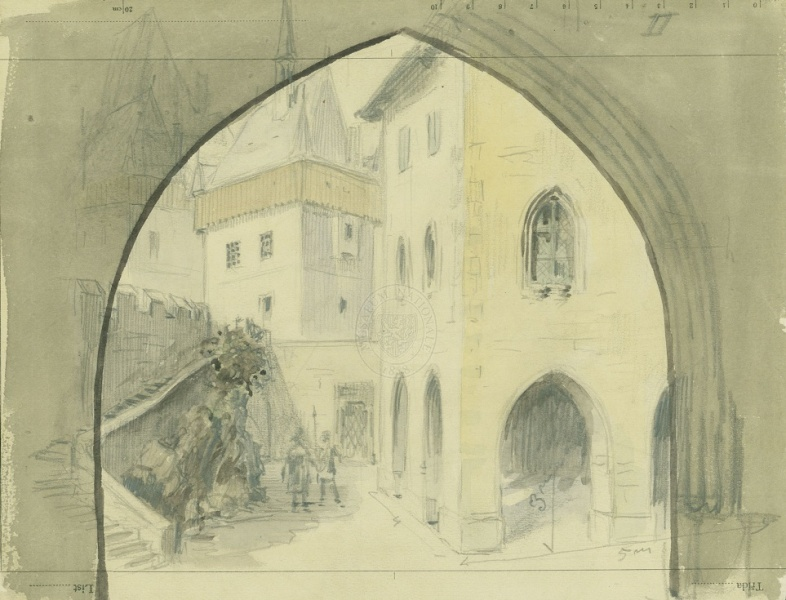
scénický návrh Karla Štapfera (J. Vrchlický: Noc na Karlštejně, Národní divadlo, 1900)
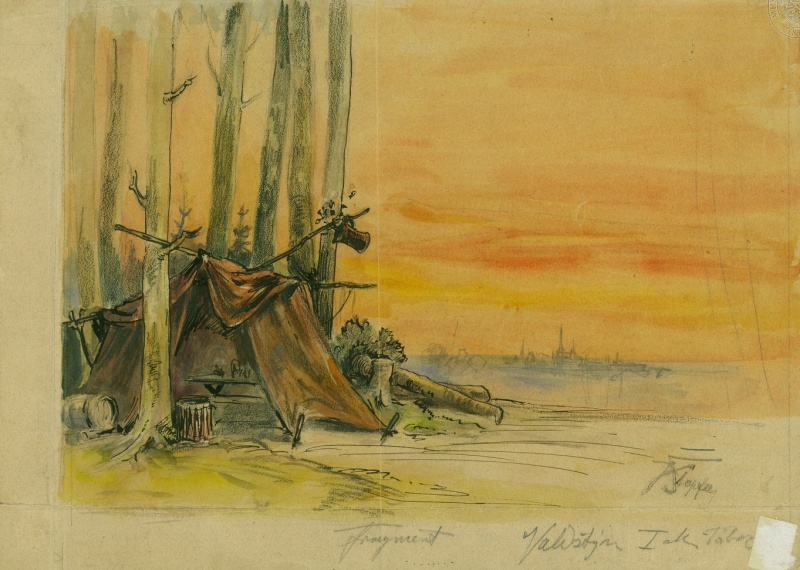
scénický návrh Karla Štapfera (F. Schiller: Valštejn, Národní divadlo, 1909)
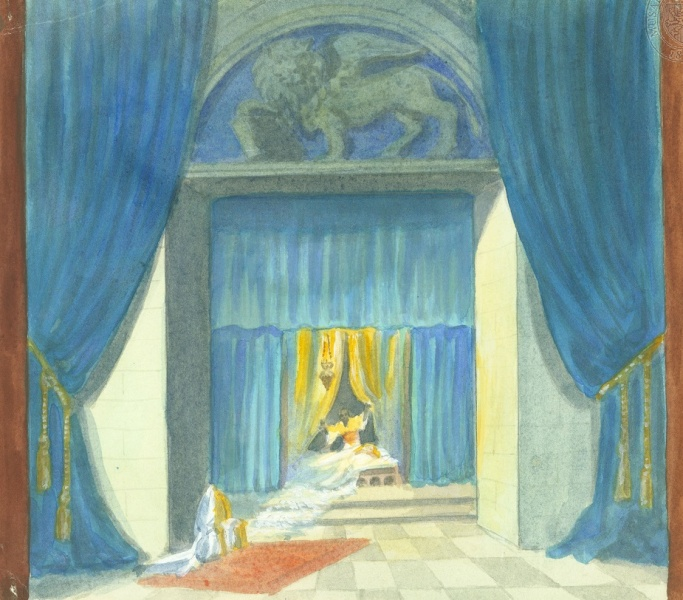
scénický návrh Karla Štapfera (W. Shakespeare: Othelo, Národní divadlo, 1908)
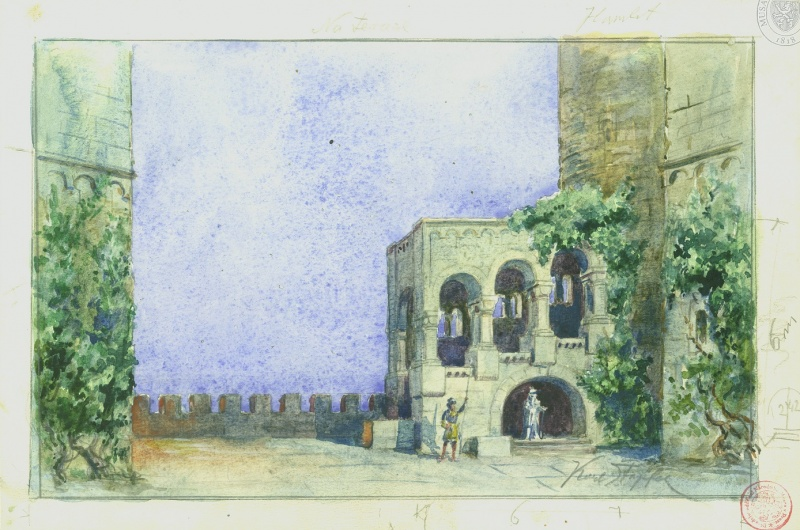
scénický návrh Karla Štapfera (W. Shakespeare: Hamlet, Národní divadlo, 1905)